# Luchta
Dans la mythologie celtique irlandaise, Luchta ou Luighne est le dieu-charpentier des Tuatha Dé Danann, il appartient à la classe artisanale et relève donc de la troisième fonction de production (voir Fonctions tripartites indo-européennes de Georges Dumézil).

## Mythologie

### Hiérarchie des Tuatha Dé Danann[1]
- hors classe : 
- Lug Samildanach (dieu primordial)

 - fonction sacerdotale : 
- Dagda (dieu-druide)

 - fonction guerrière : 
- Ogme (dieu de la magie guerrière)
- Nuada (royauté)

 - fonction artisanale : 
- Goibniu (dieu forgeron)
- Credne (dieu bronzier)
- Luchta (dieu charpentier)

 - participent aux trois fonctions : 
- Diancecht (dieu-médecin) père de Airmed, Miach et Oirmiach
- Mac Oc ou Oengus (jeunesse)

 - déesse féminine unique connue sous les formes : 
- Brigit (déesse des poètes, des forgerons et des médecins)
- Étain ou Eithne (reine d’Irlande, mère de tous les dieux)
- Boand (autre nom de Brigit, déesse éponyme de la Boyne)
- Mórrígan (déesse guerrière, ou bien de la souveraineté)

### Luchta
Luchta apparait dans le récit du Cath Maighe Tuireadh qui narre la guerre qui oppose les dieux aux Fomoires. Luchta a deux frères nommés Goibniu et Credne, fils de Brigid et de Tuireann. Luchta est donné ailleurs comme fils de Luachaid. Ensemble, les trois frères sont connus sous le nom de  Trí Dée Dána, les trois dieux des arts, qui ont forgé les armes que les Tuatha Dé utilisaient pour combattre les Fomoires. Plus précisément, Luchta est celui chargé de travailler le bois des lances, ayant accepté de fabriquer tous les boucliers et javelots nécessaires à la deuxième bataille de Moytura.
Sous le nom de Luighne, il serait mort d'une fléchette enflammée lors de la deuxième bataille de Moytura.

## Compléments